# Josef Hohly
Josef Hohly – as lotnictwa niemieckiego Luftstreitkräfte z 7 zwycięstwami w I wojnie światowej.
Po ukończeniu szkolenia z pilotażu samolotów myśliwskich w Jastaschule III 8n grudnia 1917 roku został przydzielony do Jasta 29. W końcu stycznia 1918 roku został przeniesiony do nowo tworzonej pod dowództwem por. Hellmutha Contaga Jasta 65. Pierwsze swoje zwycięstwo powietrzne odniósł 18 marca nad samolotem AR2 w okolicach St, Mihiel. W jednostce służył do października 1918 roku. Po odniesieniu 7 zwycięstw powietrznych został ranny w walce. Do czynnej służby prawdopodobnie już nie powrócił. Jego dalsze losy nie są znane.